# Belmont (Massachusetts)
Belmont ist ein Vorort von Boston (Vereinigte Staaten) im Middlesex County von Massachusetts. Das U.S. Census Bureau hat bei der Volkszählung 2020 eine Einwohnerzahl von 27.295 ermittelt.
Der Ort grenzt westlich an Cambridge an. Weitere Nachbarorte sind Arlington, Lexington, Waltham und Watertown. Seit ungefähr 1940 ist die gesamte Stadtfläche bebaut, und die Einwohnerzahl pendelt seither um die 25.000.

## Industrie und Gewerbe
Belmont ist in erster Linie ein Wohn- und Schlafdorf ohne nennenswerte Industrie. Wegen seiner Nähe zu den Universitäten Harvard und MIT wohnten und wohnen zahlreiche berühmte Wissenschaftler und anderen wichtige Persönlichkeiten in Belmont, so zum Beispiel Kaiserin Masako und Wolfgang Ketterle.

## Umwelt
Aufgrund der alten Bausubstanz und der damals benutzen bleihaltigen Wandfarbe sind die meisten Häuser in Belmont bleibelastet. Kleinkinder sollten in solchen Wohnungen nicht wohnen, der Vermieter ist – falls plötzlich ein Kleinkind dort wohnt – zur Teilsanierung verpflichtet. Das Überstreichen von Bleifarbe kann vom Vermieter durch ein „de-leading certificate“ nachgewiesen werden.

## Infrastruktur
Von der einstmaligen Anbindung an den Eisenbahnfernverkehr ist noch eine Linie der Massachusetts Bay Transportation Authority übrig geblieben. Belmont hat mit dem Bahnhof Belmont und dem Bahnhof Waverley zwei Haltestellen der Light Rail-Strecke Green Line die von Boston nach Fitchburg, ca. 50 km von Belmont verläuft. Belmont hat keine Anbindung an das Bostoner U-Bahn-Netz, die nächste Möglichkeit ist der U-Bahnhof Alewife (MBTA-Station), die Endstation der Red Line (MBTA), er befindet knapp 1 km westlich von Belmont in Cambridge. Mehrere Buslinien verbinden Belmont jedoch mit der Haltestelle „Harvard Square“.

## Söhne und Töchter
- Jean Rogers (1916–1991), Schauspielerin
- Walter Lüchinger (1926–2021), Schweizer Ruderer
- Thomas Vose Daily (1927–2017), römisch-katholischer Geistlicher, Bischof von Brooklyn